# Central Coast Waves
Dernière mise à jour : 11 juin 2013.
Les Central Coast Waves sont un club de rugby à XV basée à Gosford en Nouvelle-Galles-du-Sud en Australie. Situés dans la région côtière au nord de Sydney, ils représentent la Central Coast Rugby Union (CCRU), l’un des onze districts de la New South Wales Country Rugby Union. Les Waves puisent leurs joueurs dans une dizaine de clubs. Ils ont remporté le championnat interdistricts, la Caldwell Cup, à trois reprises, dont les deux derniers titres.
En compagnie des Illawarriors, l’équipe a été invitée à participer au Shute Shield, compétition réservée jusque-là aux seuls clubs de Sydney, dans le but de développer le rugby en dehors de la capitale de la Nouvelle-Galles du Sud. Le temps manquant pour être prêt pour la saison 2007, le club a demandé que son engagement soit différé jusqu'à la saison 2008, ce qui a été accepté.

## Palmarès
- Caldwell Cup : 1993, 2005, 2006